# 로스산토스후스토이파스토르 교회

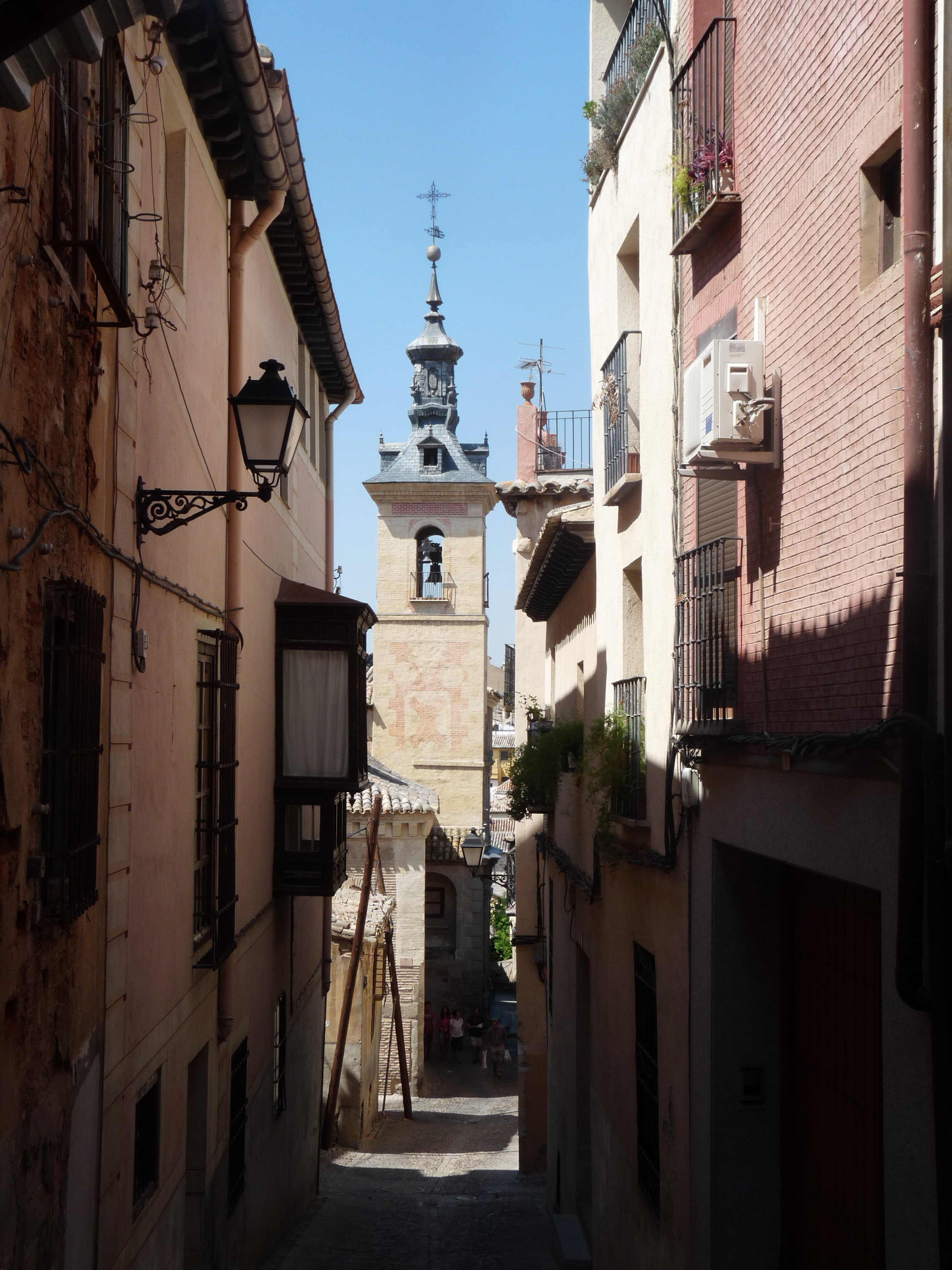

로스산토스후스토이파스토르 교회(Iglesia de los Santos Justo y Pastor, Toledo)는 스페인 카스티야라만차주의 톨레도에 위치한 교회이다. 13세기에 레온과 카스티야의 알폰소 6세가 도시를 점령한 후 세워졌다. 이 도시는 14세기에서 18세기 사이에 변화를 겪었다.

## 역사
14세기 내내 교회는 수차례의 재건을 거쳤다. 여기에는 직사각형 스테이, 나무 덮개 및 아줄레호스의 풍부한 장식으로 구성된 코퍼스 크리스티 예배당(주 예배당 옆) 보존이 포함되었다. 벽돌로 지어지고 블라인드 아치로 장식된 무데하르 후진(Mudéjar apse)의 유적도 14세기 재건의 일부로 간주된다.
15세기와 16세기에 리브볼트가 3개의 예배당이 추가되었다.